# Cantone di Chartres-Sud-Ovest
Il Cantone di Chartres-Sud-Ovest era una divisione amministrativa dell'arrondissement di Chartres.
A seguito della riforma approvata con decreto del 24 febbraio 2014, che ha avuto attuazione dopo le elezioni dipartimentali del 2015, è stato soppresso.

## Composizione
Comprendeva parte della città di Chartres e i comuni di:
- Barjouville
- Corancez
- Dammarie
- Fontenay-sur-Eure
- Fresnay-le-Comte
- Luisant
- Mignières
- Morancez
- Thivars
- Ver-lès-Chartres